# Montañas de Sulaimán
Las montañas de Sulaimán (pastún: د سليمان غر da Sulaiman Gar; Balochi / urdu / persa: کوه سليمان Koh-e Sulaiman) o montañas de Kesai (pastún: د كسي غرونه) son uno de los principales accidentes geográficos del este y sureste de Afganistán (Zabul, la mayor parte de la Loya Paktia y el noreste de la Provincia de Kandahar), Waziristán del Sur, y la mayor parte del norte de la provincia de Baluchistán de Pakistán. 
Las montañas de Sulaimán forman el borde oriental de la meseta iraní, donde el río Indo, que se separa del subcontinente indio. Bordeando la Cordillera de Sulaimán al norte están las montañas áridas de la región del Hindu Kush, donde más del 50% de las tierras están situadas por encima de 2.000 metros de altitud.
En Baluchistán, los picos más conocidos de las montañas de Sulaimán son Takht-e-Sulaiman (3487 m), Taunsa Sharif, las colinas de Califato (3475 m) en Ziarat, Kesai Ghar (3444 m), cerca de Zhob, y Zarghun Ghar (3578 m) cerca de Quetta.

## Geografía
Los ríos que fluyen desde la cordillera de Sulaimán incluyen el río Dori y el río Gomal. Los principales picos de la cordillera son Takht-e-Sulaiman (3487 m), Koh-i-Takatu (3472 m), Ghar Kesai (3444 m) y Giandari  
La cordillera se extiende de norte a Sulaimán Loya Paktia y se encuentra con el Spin Ghar rango noreste de Gardez en la provincia de Paktia. Hacia el este, la cordillera entre los distritos de Dera Ghazi Khan (en Punjab) y Dera Ismail Khan (en Khyber Pakhtunkhwa), y se acerca al río Indo cerca de Mithankot en el distrito de Rajanpur de Punjab. Las laderas orientales caen muy rápidamente hasta el río Indo, pero hacia el oeste, la cordillera desciende gradualmente hasta la cuenca del Sistán.

## Clima
La vegetación es escasa en la vertiente sur. En la parte central, oleastros son abundantes y, sobre todo en los valles de los ríos, hay una gran diversidad de flora, incluyendo efedrina, los pistachos y los huertos de manzanos y cerezos, así como los almendros silvestres y enebros. El distrito de Ziarat es un destino turístico, famoso por sus grandes bosques de enebros. Más hacia el noroeste, cerca de la gama de Koh-i-Baba montaña, las zonas altas de las montañas de Sulaimán forman una ecorregión de prado alpino, que se caracteriza por los prados y sauces, así como pinos azules que cubren las cumbres.
La sierra de Sulaimán, y la alta meseta al oeste de la misma, ayuda a formar una barrera natural contra los vientos húmedos que soplan desde el océano Índico, la creación de condiciones áridas en el sur y el centro de Afganistán hacia el oeste y norte. Por el contrario, la relativamente plana y bajas del delta del Indo está situado al este y al sur de las montañas de Sulaimán. Este delta frondoso es propenso a inundaciones y sobre todo cultivar el desierto.

## Leyendas
En una leyenda en Afganistán, uno de los picos más altos de la Sulaimán Takht-i ('Trono de Salomón'), está asociado con el profeta Salomón. Ibn Battuta nombra a Koh-i Sulaiman. It se relaciona con que el profeta Salomón subió esta montaña y miró hacia la tierra del sur de Asia, que fue cubierto con la oscuridad, pero se dio la vuelta sin caer en esta nueva frontera, y dejó solo la montaña que lleva su nombre (de Ibn Battuta). De acuerdo con el folklore local, el profeta Salomón, mediante el ejercicio de su poder milagroso, había relegado a los genios traviesos en su interior que se habían negado a obedecer sus órdenes. Los genios del mal de espíritu se supone que siguen en prisión casi todo el año, pero en Safar, el segundo mes del calendario lunar islámico, se les permite salir en libertad por un tiempo. Durante este mes, después de la oscuridad cae sobre la región, las madres restringen a sus hijos dentro de sus hogares como medida de precaución contra los efectos perversos de estos genios. Según otra leyenda, el Arca de Noé se posó en el Sulaiman Takht-i después del diluvio.
La leyenda dice que Qais Abdur Rashid, dijo que es el ancestro de la nación pastún, está enterrado en la parte superior de la Ghar Kesai ('Monte de Qais'), ubicado en Zhob Distrito, Baluchistán. Algunas personas visitan el lugar y hacen los sacrificios de animales, por lo general una oveja o una cabra, a la tumba de Qais como para ayudar a alimentar a los pobres. Un viaje a la montaña se lleva a cabo sobre todo en verano, ya que desde finales de noviembre hasta marzo, la caída de nieve hace que sea difícil de escalar. Casi todas las tribus pastunes más importantes se dice que son la descendencia de sus hijos e hijas.
Al-Biruni, quien vivió gran parte de su vida en Ghazni, situada justo al noroeste de la sierra de montañas de Sulaimán, escribe de la cordillera en sus memorias como son las montañas de la frontera occidental del sur de Asia y la patria del pueblo conocido como afgano o pastún.